# François Valentin (peintre)
Pour les articles homonymes, voir François Valentin et Valentin.
François Valentin, né le 10 avril 1738 à Guingamp et mort le 21 septembre 1805 à Quimper, est un peintre français.

## Biographie
Son père, Charles Valentin, était maître d'école et chasse-gueux à l'église Notre-Dame de Guingamp, ce qui lui permet de suive les cours de celui-ci et d'apprendre le français. Vers 1748 ou 1749, Charles Valentin trouve une place d'instituteur à Quimper. 
Dès l'âge d'environ 10 ans, François Valentin est placé comme apprenti chez son oncle, qui est peintre verrier place Saint-Corentin. Ses talents artistiques sont découverts par l'abbé de Talhouët de Sévérac, qui devient son protecteur et lui permet, alors qu'il a environ 25 ans, de se rendre à Paris, où il est l'élève de Joseph-Marie Vien entre 1763 et 1769. Il est alors admis à l'académie de France à Rome en 1770 et revient en Bretagne, probablement en 1772. Il devient alors un peintre reconnu, toujours soutenu par l'abbé de Talhouët et sa famille qui l'accueille dans le manoir de Talhouët en La Vraie-Croix. 
Il séjourne à Paris à plusieurs reprises entre 1770 et 1784, travaillant notamment avec le peintre Gabriel-François Doyen, qu'il avait déjà connu avant son séjour à Rome, et pour le marquis de Voyer au décor du château des Ormes.
Deux de ses tableaux furent commandés, respectivement en 1772 et 1774, par la fabrique de la chapelle Notre-Dame de Kergoat, commande confirmée par le corps politique [assemblée des paroissiens] de Quéménéven le 21 juillet 1774, pour orner deux autels de la chapelle, respectivement un tableau du Saint-Rosaire et un tableau des Agonisants (un prêtre administrant l'extrême-onction à une agonisante) ; il est possible que ce dernier tableau représente la mort de Marie Suzanne de Muzillac, première épouse de René de Keroulas, seigneur de Treffry, morte vers 1763. Mais l'humidité de la chapelle, entourée par de grands arbres, était telle qu'en 1838 Armand du Châtellier indique déjà que ces tableaux sont très endommagés et la décision fut prise de les transporter au château de Kerrien en Quimper et transposés sur de nouvelles toiles par un artiste anglais, Gowland,
Pendant la Révolution, il s'engage politiquement (sans doute a-t-il participé à la prise de la Bastille) ;  en 1792, il rentre à Quimper et devient administrateur du district de Quimper, s'occupant notamment de la vente des biens nationaux et sauvant du brûlis les portraits des évêques de Cornouaille accrochés dans l'évêché. Jacques Cambry a écrit : « Valentin a servi la Révolution de son épée, de sa plume et de son pinceau » ; il a eu quelques sympathies pour l'insurrection fédéraliste, n'est pas inquiété, mais cesse en 1794 ses fonctions d'administrateur de district. Il enseigne  alors des cours de dessin à l'hôtel du Haffond.
Un portrait de François Valentin, peint en 1802 ou 1803 par Vien le jeune se trouve à l'hôtel de ville de Guingamp. Il est enterré à Kerfeunteun, où une épitaphe à sa mémoire se trouve sous le porche de l'église de la Trinité.

## Œuvres
La liste ci-après reste très incomplète :
- Portrait de René Madec, colonel et chevalier de Saint-Louis, grand nabab des Indes[2].
- Le martyre de Saint-Étienne
- Dom Quinquet [avant-dernier prieur de l'abbaye de Marmoutier] (pastel, musée de l'hôtel Goüin à Tours)
- La Foi (1774)
- L'espérance (1774)
- Sainte-Geneviève (1776, collection privée)
- Le rosaire (1777, église Saint-Idunet de Châteaulin (peint initialement pour la chapelle de Kergoat en Quéménéven)
- La Vierge à l'Enfant et Saint-Jean-Baptiste (église de Paimpol)
- Les âmes du purgatoire (église Saint-Mélaine de Morlaix)
- Portrait de Joseph Le Guillou de Kerincuff (qui fut maire de Quimper)
- Autoportrait de l'artiste peignant sa femme (hôtel de ville de Guingamp)[3]
- L'abbé Talhouët de Sévérac (hôtel de ville de Guingamp)
- La France montrant la liberté à des nations éloignées, aux Musulmans, aux Tartares, aux Chinois, qui copient la Table des droits de l'homme
- La justice conduit la France au temple de l'immortalité malgré l'envie, l'enfer et les tempêtes
- L'innocence expire sur l'autel de la Liberté
- Projet de mausolée pour le chanoine Rocquancour, plume, encre brune, lavis de bistre et rehauts de blanc, 40 x 25 cm[4]. Paris, Beaux-Arts[5].

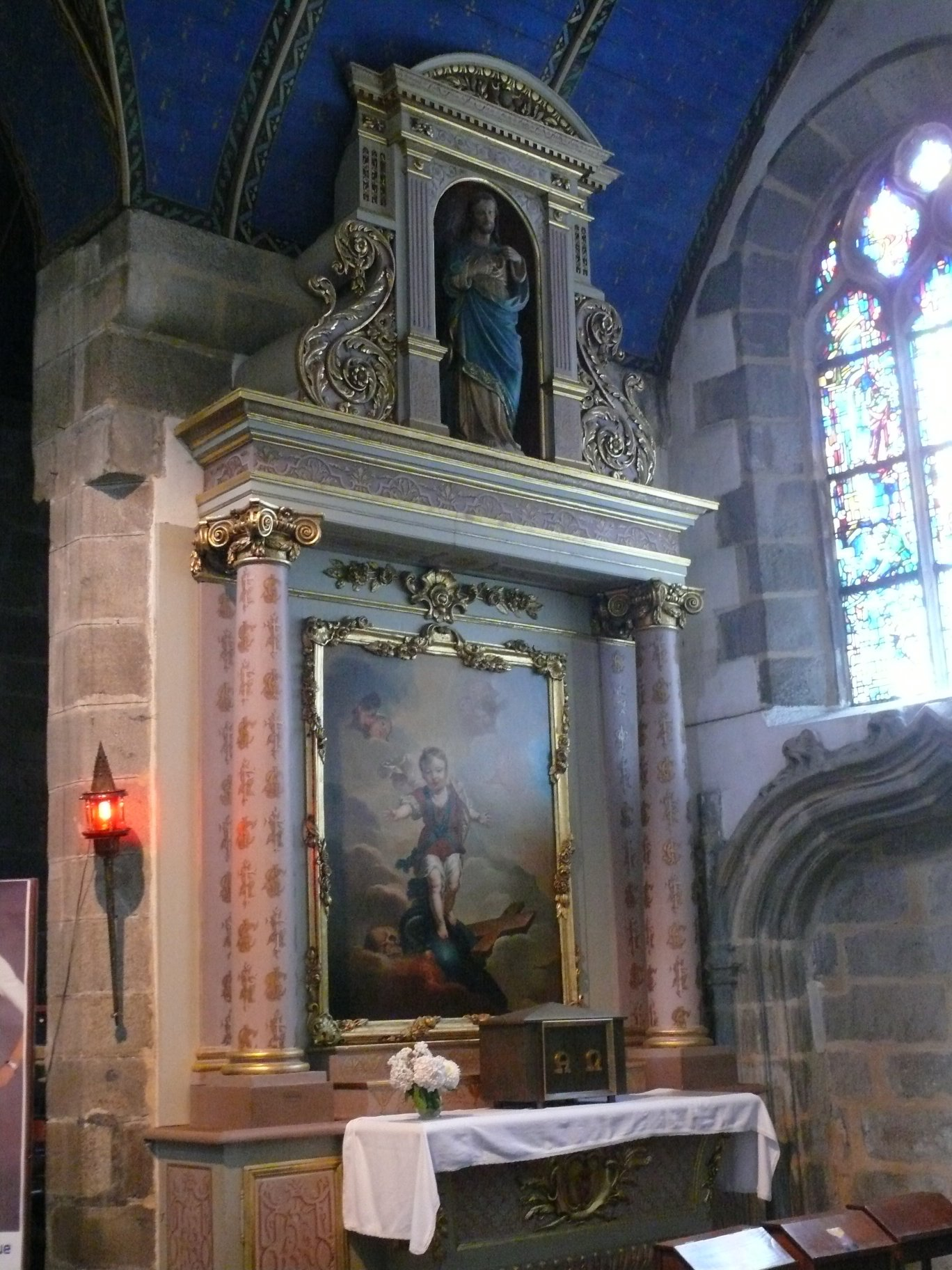
L'Enfant Jésus (église Saint-Mélaine de Morlaix) 1
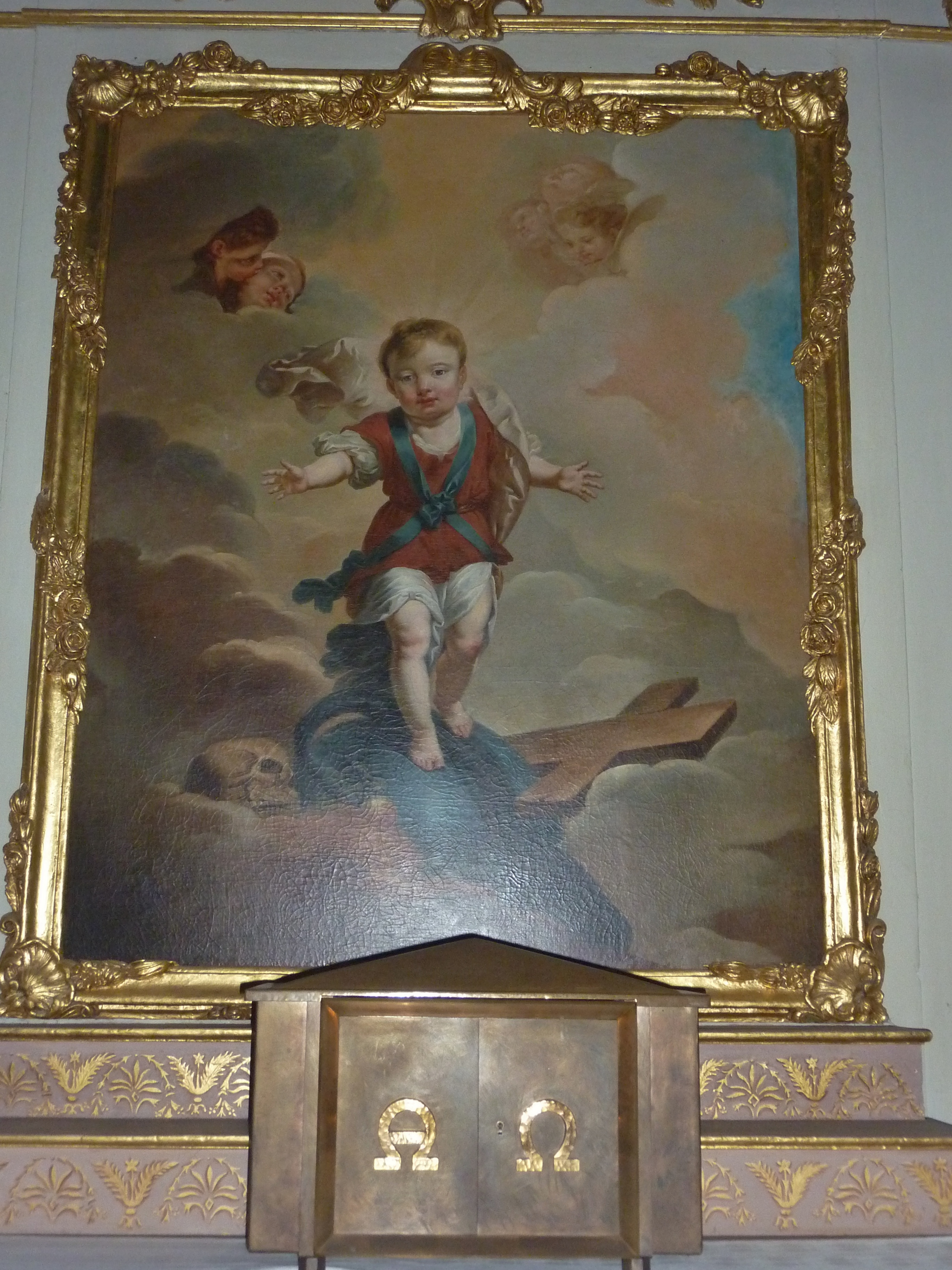
L'Enfant Jésus (église Saint-Mélaine de Morlaix) 2
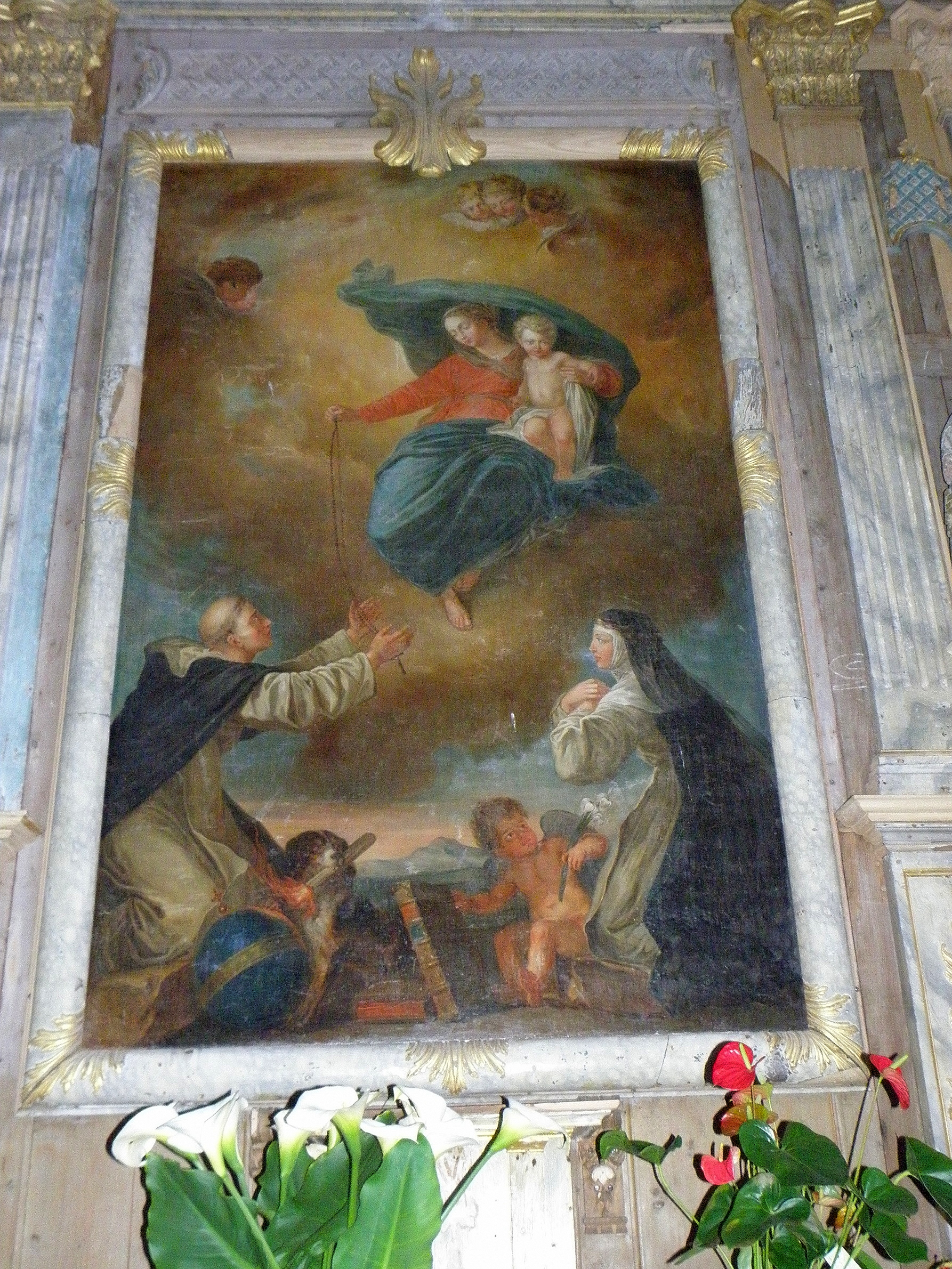
Le rosaire (chapelle Notre-Dame de Kergoat en Quéménéven, copie du tableau de François Valentin)

Le musée des beaux-arts de Quimper et le musée d'histoire de Saint-Brieuc lui ont consacré une exposition en 1989-1990.